# Фортин, Роджер
Роджер Фортин (род. 27 октября 1951 года, Монреаль, Квебек, Канада) — бывший канадский боксёр выступавший в полутяжёлом весе. В 1976 году представлял Канаду на Олимпийских играх, но потерпел поражение по очкам (0:5) на первом же этапе этого турнира от советского боксёра — Анатолия Климанова. В 1978 году представлял Канаду на играх Содружества в Эдмонтоне, где завоевал золотую медаль. В декабре 1982 года дебютировал на профессиональном ринге, провёл три боя, в двух одержал победу.

## Статистика профессиональных поединков
| № | Дата            | Соперник                      | Место боя                          | Результат |
| - | --------------- | ----------------------------- | ---------------------------------- | --------- |
| 3 | 29 марта 1983   | Фил Браун (6-21, 0 KO)        | Paul Sauvé Arena, Монреаль, Канада | UD4 (4)   |
| 2 | 15 февраля 1983 | Френсиос Леонард (0-2)        | Paul Sauvé Arena, Монреаль, Канада | UD4 (4)   |
| 1 | 14 декабря 1982 | Винслов Фрестер (1-4-1, 1 KO) | Paul Sauvé Arena, Монреаль, Канада | UD4 (4)   |